# Poema de Lisboa
O Poema de Lisboa da autoria de Augusto de Santa Rita, foi editado a título póstumo em 1957, pela autarquia de Lisboa. No seu conteúdo, canta os espaços, os costumes e as figuras tradicionais da cidade.